# Jardines de Rosa Luxemburg
Los jardines de Rosa Luxemburg se encuentran en el distrito de Horta-Guinardó de Barcelona. Fueron creados en 1999 con un diseño de Patrizia Falcone. Están dedicados a la política y teórica marxista Rosa Luxemburgo.

## Descripción
Los jardines se hallan en el barrio de El Valle de Hebrón, cerca del área olímpica construida para los Juegos de 1992. Se encuentran entre dos equipamientos escolares, el colegio CEIP Pau Casals y la guardería L'Arquet. Al hallarse en un terreno de cierto desnivel, se estructuran en un sistema de terrazas delimitadas por taludes y conectadas por escaleras, así como por un camino principal que recorre todo el recinto. Es un lugar tranquilo y acogedor, que invita al descanso y el recogimiento. La vegetación es de tipo forestal, con predominio de árboles, algunos de ellos frutales y florales. En la parte inferior se halla un bosque con una gran variedad de especies, así como un sotobosque de plantas arbustivas. También hay plantas aromáticas. El jardín incluye un área de juegos infantiles y un espacio para perros.